# 心のスウィング
『心のスウィング』（こころのスウィング）は、新井葉月による日本の漫画作品。
『なかよし』（講談社）にて1992年10月号から1993年1月号まで連載された。全4話。単行本は同社の講談社コミックスなかよしより全1巻。作者にとって初の連載作品。

## 同時収録
- 表題作のほか、以下の読み切り作品が収録されている。
  - 3センチのプライド
  - ラブコールをアンコール

## 書誌情報
- 新井葉月『心のスウィング』 講談社〈講談社コミックスなかよし〉、全1巻、1993年2月6日第1刷発行、ISBN 4-06-178740-3[1]